# Regiunea Vologda
Regiunea Vologda este o regiune din Rusia cu statut de subiect al federației.

## Geografie
Regiunea are 145700 km2. Se învecinează cu regiunea Arhanghelsc (N), cu regiunea Kirov (E), cu regiunea Kostroma (SE), regiunea Iaroslav (S), regiunea Tver (SV), regiunea Novgorod (SV), regiunea Leningrad (V) și Republica Carelia (NV).
Capitala regiunii este orașul Vologda.
Regiunea Vologoda este situată în fusul orar al Moscovei.

## Populație
Conform recensămîntului din 2002, populația regiunii a fost de 1269568 locuitori.
1. ↑  Constituția Federației Ruse, accesat în 24 octombrie 2016